# Gray-Kroonbrug

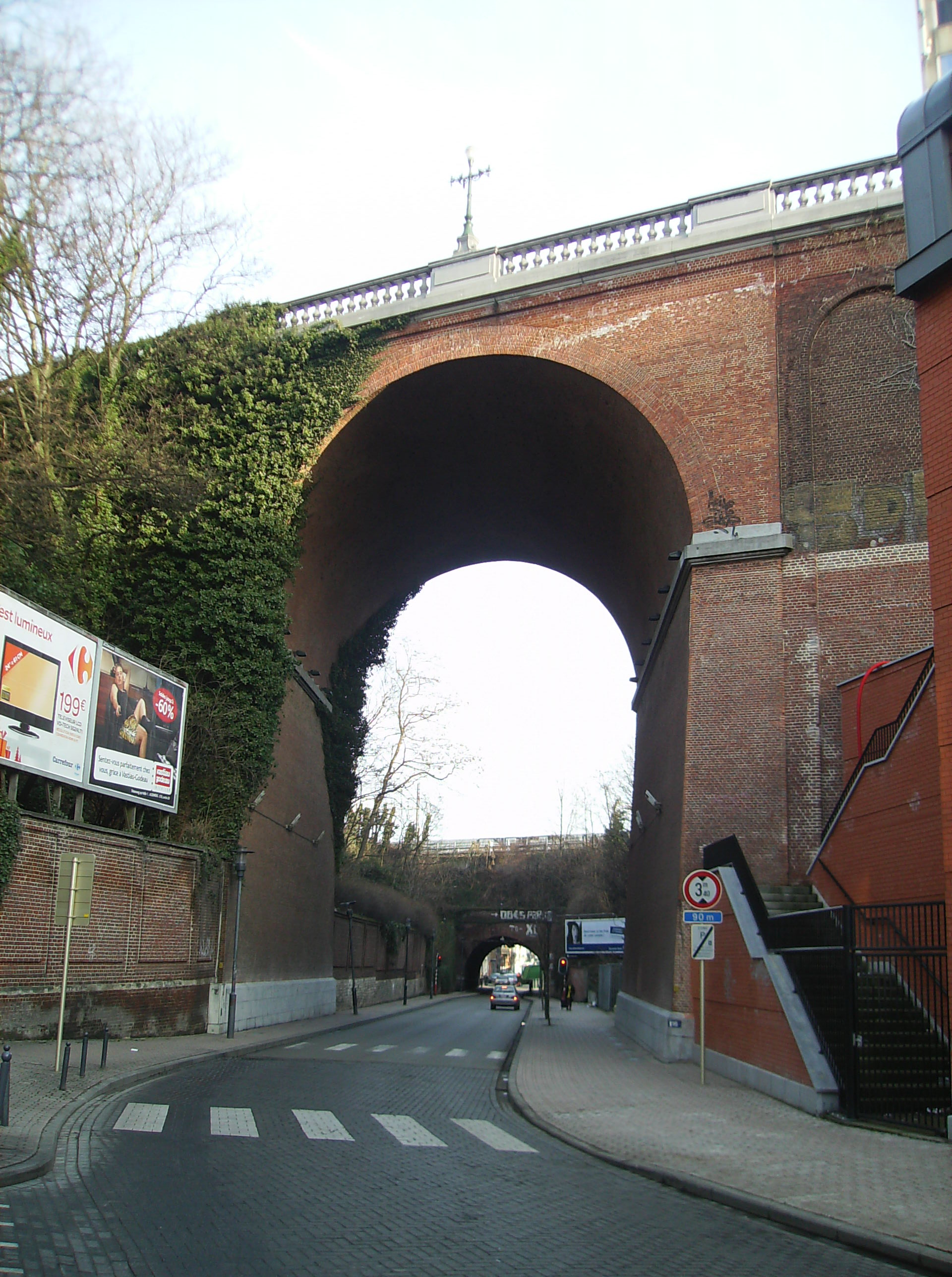
De blinde arcaden van de brug zijn deels begroeid met klimop

De Gray-Kroonbrug (Frans: Pont Gray-Couronne) is een boogbrug die de Graystraat in de Brusselse gemeente Elsene overspant. Ze is volledig uitgevoerd in metselwerk van rode baksteen, met een hoogte van 20 meter, een breedte van ongeveer 16 meter en een relatief beperkte overspanning van 11,3 meter. Over de brug loopt de Kroonlaan, beveiligd door balustrades in blauwe hardsteen waarop acht lantaarns zijn geplaatst.

## Geschiedenis

### Bouw
In de jaren 1860 werd er beslist om de Troonlaan te verlengen richting Zwaenenberg, om de verbinding te maken met de Generaal Jacqueslaan en het Ter Kamerenbos. Deze inrichting was onderdeel van het plan-Besme. Om de diep ingesneden vallei van de Maalbeek te overschrijden zonder hoogteverschillen, werd er een brug over de veel lager gelegen Graystraat gebouwd. De brug werd in gebruik genomen in 1878.

### Renovatie
In december 2015 werd de brug beschermd als monument door het Brussels gewest. In december 2017 werden onderhoudswerken gestart aan de brug. Na een studie van de Brusselse bruggen in 2018 bleek dat er zwaardere werken nodig waren waarvoor een stedenbouwkundige vergunning nodig was, waardoor de renovatie van de brug tijdelijk opgeschort werd. In de studie belandde de brug in de tweede meest gevaarlijke categorie B ("potentieel gevaarlijke constructies").